# Schladming
Schladming es un pequeño pueblo ubicado en el estado austríaco de Estiria. Es un importante destino turístico debido a su amplio centro de esquí, donde se han desarrollado importantes competiciones, como fue el Campeonato Mundial de Esquí Alpino de 2013.
Schladming se desarrolló históricamente como un pueblo minero hasta el siglo XIX.